# Bruchus luteicornis
Bruchus luteicornis is een keversoort uit de familie bladkevers (Chrysomelidae). De wetenschappelijke naam van de soort werd in 1794 gepubliceerd door Johann Karl Wilhelm Illiger.